# AllMusic
AllMusic (anteriorment coneguda com a All Music Guide i AMG) és una base de dades de música en línia nord-americana. Cataloga més de tres milions d'entrades d'àlbums i 30 milions de cançons, així com informació sobre músics i bandes. Iniciada el 1991, la base de dades es va posar a disposició per primera vegada a Internet el 1994.